# John Wolfe-Barry
Sir John Wolfe Wolfe-Barry (7 décembre 1836 - 22 janvier 1918), est un ingénieur civil britannique. 
Son projet le plus connu est le Tower Bridge sur la Tamise à Londres qui a été construit de 1886 à 1894. Après avoir reçu le titre de chevalier en 1897, il a ajouté « Wolfe » à son nom, hérité en 1898, pour devenir Sir John Wolfe Wolfe-Barry.

## Biographie
Plus jeune fils de l'architecte Sir Charles Barry, il fait ses études à Glenalmond et au King College de Londres, où il est l'élève en génie civil de Sir John Hawkshaw. Barry et Hawkshaw travaillent, entre autres, sur les traversées de pont de chemin de fer à travers la Tamise.
Cependant, c'est le Tower Bridge qui a fait sa renommée. En 1878, l'architecte Horace Jones propose un pont à bascule. Une loi du Parlement permettant à la Société de la City de Londres de le construire est adoptée en 1885. Jones est nommé architecte et élabore un plan initial pour lequel il est anobli en 1886. Wolfe-Barry, déjà bien établie avec une expérience de ponts sur la Tamise, est présenté comme l'ingénieur du projet et redessine les mécanismes. Moins d'un mois après le début de la construction Horace Jones meurt laissant Wolfe-Barry seul pour superviser les travaux. Le pont est terminé et inauguré en 1894.

## Autres projets
Parmi ses autres projets, on peut citer :
- Cannon Street Railway Bridge (1866)
- Blackfriars Railway Bridge, Londres (1886)
- Pont de Connel (1903)

À partir de 1891, en partenariat avec son neveu le lieutenant-colonel Arthur John Barry :
- Quais à Barry près de Cardiff, au sud du pays de Galles
- District Line du métro de Londres (avec Sir John Hawkshaw)
- Stations de pompage sur le canal de Regent, au nord de Londres
- Kew Bridge, à l'ouest de Londres (1903)
- Expansion du Groenland Dock, Surrey Docks (maintenant Surrey Quays), au sud-est de Londres (1904).

## Normalisation de l'industrie
Chef de file reconnu de l'industrie, président de lInstitution of Civil Engineers (1896), anobli en 1897, il fait partie de plusieurs commissions royales. Il a joué un rôle de premier plan dans le développement de la normalisation de l'industrie exhortant l'Institution of Civil Engineers à former un comité pour se concentrer sur les normes pour les sections du fer et de l'acier.

## Fin de carrière
Élu fellow de la Royal Society en 1895, chevalier KCB (1897), il est de nouveau élu président de l'Institution of Civil Engineers en 1898, année où il a prend son nom de Wolfe. Il est également membre de la Société des ingénieurs civils Smeatonian et a été président du Cable and Wireless (1900-1917). 
En 1902, il rejoint le cabinet de conseil de Robert White & Partners, qui a été rebaptisé Wolfe-Barry, Robert White & Partners qui sera, plus tard, en 1946, renommé Sir Bruce White, Wolfe Barry et Partenaires et maintenant fait partie du conseil basé à Londres Hyder Consultants.
Wolfe-Barry est mort en janvier 1918 et a été enterré dans le cimetière de Brookwood, près de Woking dans le Surrey. Il avait épousé Rosalind Grace, la fille de Rev Evan Edward Rowsell de Hambledon, Surrey. Ils ont eu quatre fils et trois filles. En 1922, un vitrail commémoratif conçu par Sir Ninian Comper John a été dédié à sa mémoire dans la nef de l'abbaye de Westminster.